# San José Miahuatlán
San José Miahuatlán es una localidad del estado mexicano de Puebla. Es cabecera del municipio de San José Miahuatlán.

## Toponimia
El nombre «San José» hace referencia al santo patrono de la localidad: José de Nazaret. El nombre «Miahuatlán» proviene de los términos en náhuatl miahuatl, espiga de maíz; tlan, lugar. Su significado es «entre las espigas de maíz».

## Demografía
| Gráfica de evolución demográfica |
|                                  |

| Censo | Población |
| ----- | --------- |
| 1900  | 3 129     |
| 1910  | 3 057     |
| 1921  | 2 634     |
| 1930  | 2 858     |
| 1940  | 2 915     |
| 1950  | 2 892     |
| 1960  | 2 496     |
| 1970  | 3 883     |
| 1980  | 5 327     |
| 1990  | 5 762     |
| 1995  | 6 312     |
| 2000  | 7 301     |
| 2005  | 7 525     |
| 2010  | 8 016     |
| 2020  | 8 786     |